# Ойген Могк
Ойген Могк (19 липня 1854 — 4 травня 1939) — німецький вчений, який спеціалізувався на давньоскандинавській літературі та германо-скандинавській міфології. Обіймав посаду професора в Лейпцизькому університеті.

## Біографія
Могк народився у Дебельні. Він вивчав германістику й історію у Лейпцизькому університеті з 1875 до 1883 рік, здобувши докторський ступінь у 1878 році, захистивши дисертацію про розділ «Видіння Ґюльві» з «Молодшої Едди». У 1889 році він отримав диплом зі скандинавської філології, видав і переклав «Так званий другий граматичний трактат „Молодшої Едди“». Він викладав скандинавську філологію в університеті з 1888 року до свого виходу на пенсію у 1925 році: до 1893 року як приват-доцентом, з 1893 до 1901 рік як позаштатний екстраординарний професор, з 1901 до 1923 рік як штатний екстраординарний професор і з 1923 до 1925 рік як ординарний професор. Серед його учнів були Бернгард Куммер і Костянтин Райгардт. У листопаді 1933 року він підписав заяву викладачів коледжу та університету на підтримку Гітлера та нацистського режиму. Помер у Лейпцигу.

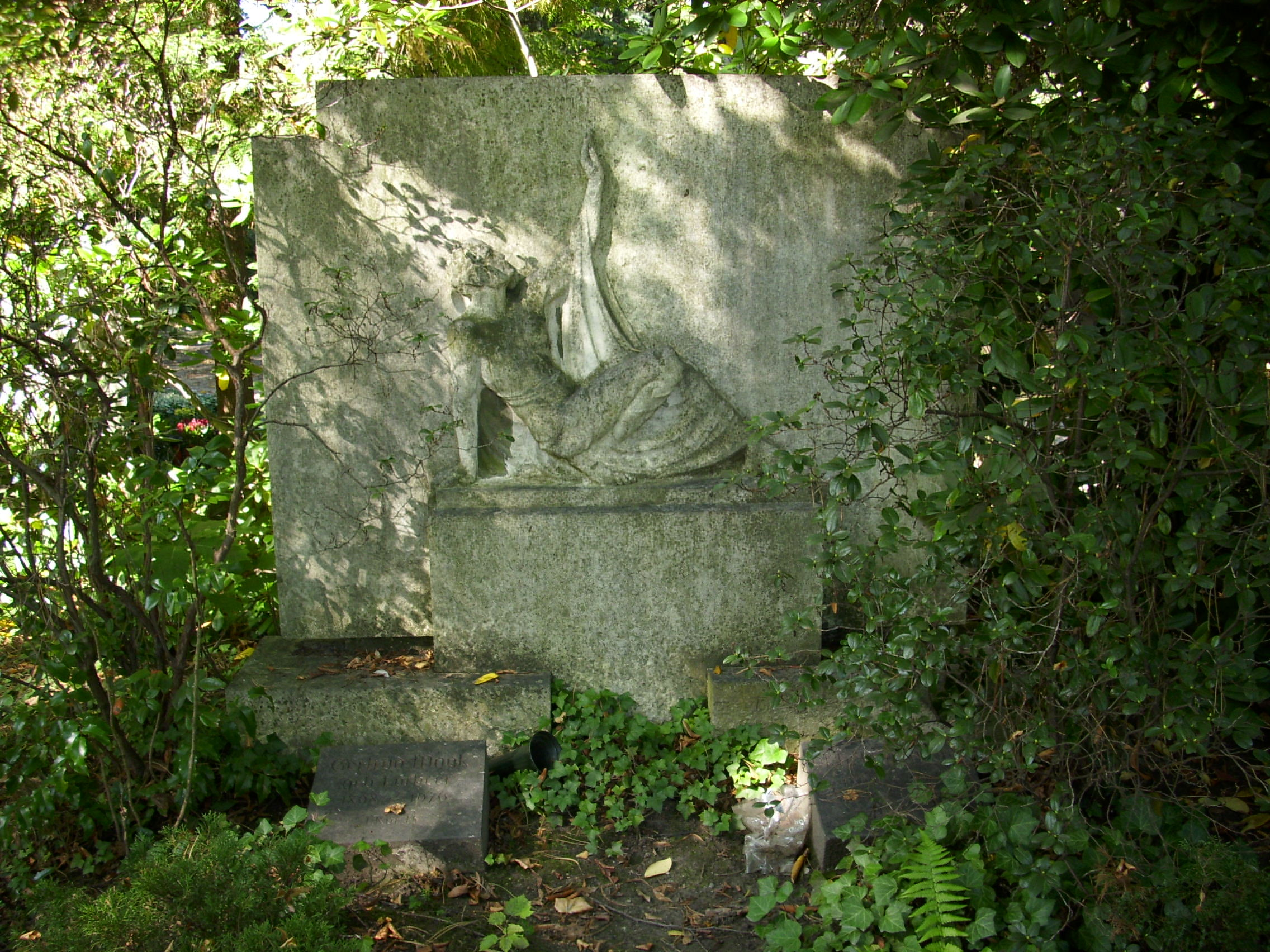
Gravesite of Mogk at Südfriedhof (Leipzig).

Могк одружився з Маргарет Шеер. У пари народилося троє синів. Його син Гельмут Могк став керівником бібліотеки Лейпцизького університету.

## Визнання
Могк був членом Королівського данського товариства антикваріїв, Фіно-угорського товариства, Саксонської академії наук та Асоціації саксонського фольклору, чиї «Publications» він редагував з 1897 року. Він також належав до Leoniden, асоціації художників та інтелектуалів у Лейпцигу, заснованої у 1909 році.
У 1924 році він був відзначений фестшрифтом.

## Публікації та перегляди
Для довідкової серії «Pauls Grundriß der germanischen Philologie» Могк написав огляд давньоскандинавської літератури (Norwegisch-isländische Literatur, 1889) і скандинавської міфології (Mythologie, 1891). Останній був замінений у 1935—1937 на «Altgermanische Religionsgeschichte» Яна де Фріса. Він також редагував тритомну збірку «Altnordische Textbibliothek» і був одним із редакторів колекції ісландських саг «Altnordische Sagabibliothek», яка почала публікуватися у 1891 році.
Могк зосереджувався на давньоскандинавських текстах як на літературі, в низці публікацій стверджував, що Сноррі Стурлусон був міфографом, який складав історії про германських богів, щоб пояснити поетичні алюзії, а не повідомляти про міфи, які існували раніше. Наприклад, він стверджував, що в уривку в еддичній поемі «Пророкування вельви», який зазвичай розглядається як посилання на війну асів і ванів. Вани спочатку перебували у фортеці з асами, після того, як стіну розбили, вони билися не проти асів, а проти спільного ворога, Йотуна. Він пояснював Ґулльвейг як велетня, а не як одну з ванів. Жорж Дюмезіль рішуче заперечував точку зору Могка, звинувачуючи його у вбивстві характеру, а також у «війні» та «стерилізації» традиційних джерел у цій галузі. Погляд Могка на Сноррі розглядають як кульмінацію еволюційного погляду на те, що у давньоскандинавській релігії можна розрізнити етапи розвитку, і що деяким богам, як-от Тор й Одін, передували сільськогосподарські божества, наприклад Фрейр.
Могк також писав про фольклор, наприклад дослідження 1929 року про середньовічні примирливі хрести, і вплинув на розвиток галузі фольклористики у Німеччині. Він стверджував про наголос на автентичності у вивченні фольклору, і що народні матеріали характеризуються бездумним рефлексом, а не свідомим винаходом.

## Вибрані твори
- Untersuchungen über die Gylfaginning: 1. Тейл. Das Handschriftenverhältnis der Gylfaginning, 1879 рік
- (Видавництво) Altnordische Texte. 1: Gunnlaugssaga Ormstungn, 1886
- (Видавництво) Gunlaugssaga ormstungu, 1886
- Kelten und Nordgermanen im 9. und 10. Jahrhundert, 1896 рік
- Die Menschenopfer bei den Germanen, 1909
- Der Ursprung der mittelalterlichen Sühnekreuze, 1929
- Zur Bewertung der Snorra-Edda als religionsgeschichtliche und mythologische Quelle des nordgermanischen Heidentums, 1932

## Додаткова література
- Elisabeth Karg-Gasterstädt. «Eugen Mogk und die Volkskunde». Mitteldeutsche Blätter für Volkskunde 16 (1941) 96–104
- Gustaf Cederschiöld: Briefe an Hugo Gering und Eugen Mogk. Unter Mitarbeit v. Birgit Hoffmann hrsg. v. Hans Fix (Saarbrücken, AQ-Verlag, 2016, 630 S. ISBN 978-3-942701-23-5)